# Drenica
Drenica er en region i det centrale Kosovo på omkring 1.200 km2. Regionen ligger lidt vest for hovedstaden Pristina og har omkring 110.000 indbyggere, som primært er etnisk albanere.
Drenica ligger i et bakket område med floden Drenica liggende i en dal i centrum af regionen. Mod nordøst finder man bjerget Čičavica, der er et yndet udflugtsmål.

## Historie
Der er tradition for at være i opposition til siddende regimer i Kosovo. Det gjaldt for perioden før og efter 2. verdenskrig, hvor der meget oprør i området.
I kølvandet på krigen i Jugoslavien opstod kravet om selvstændighed til Kosovo, og da serberne ikke ville imødekomme dette, opstod oprørsbevægelsen UÇK i dette område. Organisationen indledte væbnet modstand mod det serbiske overherredømme i 1996, hvilket blev begyndelsen på Kosovokrigen. Der fandt mange sammenstød mellem oprørerne og serbisk politi og militær sted i regionen. I nærheden af Glogovac havde serbiske og paramilitære enheder overtaget en nikkelfabrik og brugt den som udgangspunkt for deres aktioner. Fabrikken blev bombet af NATO-styrker 29. april 1999 med et ukendt antal ofre og omfattende ødelæggelser til følge.
42°34′N 20°49′Ø / 42.56°N 20.82°Ø